# Posthumà
El concepte posthumà s'origina en la ciència-ficció, la futurologia, l'art contemporani i la filosofia, i significa una persona o entitat que existeix en un estat més enllà de l'ésser humà. L'objectiu del concepte és tractar una varietat de qüestions, com poden ser l'ètica i la justícia, el llenguatge i la comunicació entre espècies, els sistemes socials i les aspiracions intel·lectuals de la interdisciplinarietat. Cal no confondre el concepte de posthumanisme amb el de transhumanisme (la millora biotecnològica dels éssers humans) i les definicions estretes del posthumà com l'esperada transcendència de la materialitat. Aquesta noció, de posthumà, sorgeix tant en el posthumanisme com en el transhumanisme, però el significat és específic per a cada camp. L'any 2017, Penn State University Press, en cooperació amb Stefan Lorenz Sorgner i James Hughes, van crear la Revista d'Estudis Posthumans, en la qual es poden analitzar tots els aspectes del concepte "posthumà".

## Posthumanisme
En la teoria crítica, l'ésser posthumà és un ésser especulatiu, que representa o cerca reinventar l'humà. És objecte de la crítica posthumanista, que qüestiona críticament la branca de la filosofia coneguda com humanisme, la qual afirma que la naturalesa humana és un estat universal del qual emergeix l'ésser humà; La naturalesa humana és autònoma, racional, capaç de lliure albir i unificada en si mateixa com a cúspide de l'existència. Així, la posició posthumana reconeix la imperfecció i la desunió dins d'un mateix, i comprèn el món a través de perspectives heterogènies mentre busca mantenir el rigor intel·lectual i la dedicació a les observacions objectives. La clau d'aquesta pràctica posthumana recau en la capacitat de modificar perspectives amb fluïdesa i manifestar-se a través de diferents identitats. El posthumà, per als teòrics crítics del tema, té una ontologia emergent més que estable; dit d'una altra manera, l'ésser posthumà no és un individu singular i definit, sinó algú que pot "convertir-se" o encarnar diferents identitats i comprendre el món des de perspectives múltiples i heterogènies.
Els enfocaments del poshumanismo no són homogenis i, sovint, han estat molt crítics, fins i tot s'ha arribat a qüestionar el terme en si. Per exemple, un dels autors més rellevants relacionats amb el posthumanisme, Manuel DeLanda, el qualifica de "molt ximple". Cobrir les idees de, per exemple, The Posthuman Condition de Robert Pepperell i How We Became Posthuman de Hayles sota un sol terme és clarament problemàtic a causa d'aquestes contradiccions.
El posthumà s'aproxima a la definició de "cyborg " d'Un Manifest Cyborg, de Donna Haraway. Per a Haraway, la concepció del seu cyborg és una visió irònica del concepte tradicional de cyborg, que invertint la visió clàssica que qüestiona la línia entre humans i robots. En molts sentits, el cyborg de Haraway podria considerar-se la versió "beta" del posthumà, ja que si el tema és abordat per la teoria crítica és gràcies a l'impuls donat per la seva teoria del cyborg. Gran part del discrurs posthumà crític es fonamenta en el teball de Hayles, que en la mateixa línea que Haraway, afirma que l'humanisme liberal (que separa la ment del cos i, per tant, retrata al cos com una "closca" o vehicle per a la ment) es torna cada vegada més complicat a finals del segle xx i Segle XXI perquè la tecnologia de la informació posa en dubte el cos humà. Hayles sosté que hem de ser conscients dels avanços de la tecnologia de la informació i al mateix temps entendre la informació com "incorpórea", és a dir, alguna cosa que no pot reemplaçar fonamentalment al cos humà, sinó que només pot incorporar-se a ell i a les pràctiques de vida humanes.

### Post-posthumanisme i ètica post-cyborg
Recentment s'ha introduït la idea de post-posthumanisme (post-cyborgismo). Aquests treballs descriuen els efectes secundaris de l'adaptació a llarg termini a les tecnologies cyborg i la seva posterior eliminació. Per exemple, el que succeeix després de 20 anys de fer servir constantment tecnologies d'ulleres mediades per computadora i la seva posterior eliminació, i de l'adaptació a llarg termini a les tecnologies virtuals, mons seguits d'un retorn a la "realitat" i l'ètica post-cyborg associada (per exemple, l'ètica de l'eliminació forçada de tecnologies cyborg per part de les autoritats, etc.).
Els drets polítics i naturals posthumans s'han emmarcat en un espectre amb els drets dels animals i els drets humans. El posthumanisme amplia l'abast del que significa ser una forma de vida valorada i ser tractada com a tal (en contrast amb certes formes de vida que són vistes com a inferiors i de les quals s'aprofiten o maten); “Demana una definició més inclusiva de la vida i una major resposta i responsabilitat moral i ètica cap a les formes de vida no humanes en una era en la qual les espècies es difuminen i es barregen. … s'interroga l'ordenament jeràrquic—i posteriorment l'explotació i fins i tot l'erradicació—de les formes de vida”.

## Transhumanisme

### Definició
Segons els pensadors transhumanistes, un posthumà és un ésser futur hipotètic "les capacitats bàsiques del qual excedeixen tan radicalment les dels humans actuals que ja no són inequívocament humans segons els nostres estàndards actuals". Els posthumans se centren principalment en la cibernètica, el conseqüent posthumà i la relació amb la tecnologia digital. Steve Nichols va publicar el manifest del Moviment Posthumano l'any 1988. La seva primerenca teoria evolutiva de la ment (MVT) permet el desenvolupament de cervells sensibles E1. L'èmfasi està en els sistemes. El transhumanisme no se centra en cap d'aquests, sinó que se centra en la modificació de l'espècie humana a través de qualsevol mena de ciència emergent, inclosa l'enginyeria genètica, la tecnologia digital i la bioingeniería. A vegades es critica al transhumanisme per no abordar adequadament l'abast del posthumanisme i les seves preocupacions per l'evolució de l'humanisme.

### Mètodes
Els posthumans podrien ser intel·ligències artificials completament sintètiques, o una simbiosi d'intel·ligència humana i artificial, o consciències carregades, o el resultat de realitzar molts augments tecnològics més petits però acumulativament profunds a un humà biològic, és a dir, un cyborg. Alguns exemples d'això últim són el redisseny de l'organisme humà utilitzant nanotecnologia avançada o la millora radical utilitzant alguna combinació de tecnologies com la enginyeria genètica, psicofarmacología, teràpies d'extensió de la vida, interfícies neuronals, eines avançades de gestió d'informació, medicaments per a millorar la memòria, computadores portàtils o implantades, i tècniques cognitives.

### Futur posthumà
Així com s'utilitza en aquest article, "posthumà" no es refereix necessàriament a un futur conjecturat en el qual els humans estiguin extints o absents de la Terra. Kevin Warwick argumenta tant els humans com els posthumanos continuaran existint, però els segons predominaran en la societat sobre els primers a causa de les seves habilitats. Recentment, els estudiosos han començat a especular que el posthumanisme proporciona una anàlisi alternativa del cinema i la ficció apocalíptics, sovint presentant vampirs, homes llop, zombis i grisos com a evolucions potencials de la forma i l'ésser humans.
Molts autors de ciència-ficció, com Greg Egan, HG Wells, Isaac Asimov, Bruce Sterling, Frederik Pohl, Greg Bear, Charles Stross, Neal Asher, Ken MacLeod, Peter F. Hamilton, Ann Leckie i autors de l'Univers del Braç de Orión, han escrit obres ambientades en futurs posthumanos.

### Déu posthumà
Una variació del tema posthumano és la noció d'un "Déu posthumà"; la idea que els posthumans, a causa de no estar confinats en els paràmetres de la naturalesa humana, podrien tornar-se física i mentalment tan poderosos com per a semblar possiblement Déus segons els estàndards humans actuals. Aquesta noció no ha d'interpretar-se com relacionada amb la idea retratada en alguna ciència-ficció que una espècie prou avançada pot "ascendir" a un pla superior d'existència; més aviat, significa simplement que alguns éssers posthumanos poden tornar-se extremadament intel·ligents i tecnològicament sofisticats que el seu comportament possiblement no seria comprensible per als humans moderns, simplement per la seva intel·ligència i imaginació limitades.